# 基多·格雷里尼
基多·格雷里尼（義大利語：Guido Guerrini，1976年1月12日—），是名意大利赛车手，出生于阿雷佐，拥有俄罗斯国籍。

## 生平
他在2016年和2017年赢得国际生态拉力杯。他还在2015年作为副驾驶以及2011年至2014年以及2020年，2021年和2022年作为车手获得了八个第二名。作为一名车手，他赢得了两次意大利（多洛米蒂山），瑞士和瑞典的拉力赛，以及一次葡萄牙（亚速尔群岛），斯洛文尼亚和希腊的拉力赛。 2024年，他与伊曼纽尔·卡尔凯蒂赢得了大黄山国际生态汽车拉力赛，駕駛蔚来ET5。
作为一名汽车旅行者，他两次从欧洲到中国，并在2008年与液化石油气燃料菲亚特马雷亚和2018年与混合动力柴油/CNG丰田Hilux。
自2016年以来，他住在俄罗斯联邦喀山。